# موذر (سلسلة)
موذر (بالإنجليزية: Mother)‏ هي سلسلة ألعاب فيديو تتكون من ثلاث ألعاب فيديو تقوم بتقمص أدوار: موذر، صدرت عام 1989 لجهاز نينتندو إنترتينمنت سيستم. وموذر 2 صدرت عام 1994، المعروفة باسم ايرث باوند خارج اليابان، لجهاز سوبر نينتندو، وموذر 3 التي صدرت عام 2006 لجهاز غيم بوي أدفانس.
كتب اللعبة شيجيساتو ايتوي، ونشرتها نينتندو، ويظهر ميكانيكا اللعبة على غرار سلسلة دراغون كويست، السلسلة معروفة بروح الدعابة والأصالة والمحاكاة الساخرة. يستخدم اللاعب الأسلحة والقوى النفسية لمحاربة أعداء معاديين، بما في ذلك الأشياء المتحركة اليومية والأجانب والأشخاص الذين تعرضوا لغسيل المخ. تتضمن عناصر التوقيع في السلسلة أسلوبًا طفيفًا في الرسم، وتسلسل المعارك بخلفيات مخدرة، و«عداد HP المتداول»: تنخفض صحة اللاعب مثل عداد المسافات بدلاً من طرحه على الفور، مما يسمح للاعب باتخاذ إجراءات وقائية، مثل الشفاء أو إنهاء المعركة، قبل أن يتم التعامل مع الضرر بالكامل. في حين أن السلسلة شائعة في اليابان، إلا أنه في أنجلوسفير يرتبط بشكل أفضل بـ ايرث باوند.
أثناء زيارته لشركة نينتندو من أجل أعمال أخرى، اتصل إيتوي بـ شيغيرو مياموتو حول تكوين السلسلة. عند الموافقة، زاد إيتوي مشاركته في عملية التصميم على مدار خمس سنوات من تطوير ايرث باونج. عندما بدأ المشروع في التعثر، أنقذ المنتج وبعد ذلك رئيس نينتندو اللعبة. تم منح المترجمين باللغة الإنجليزية في ايرث باوند حريات كبيرة عند ترجمة التلميحات الثقافية للعبة اليابانية. تم بيع النسخة الأمريكية بشكل سيء على الرغم من ميزانية التسويق التي تقدر بملايين الدولارات. كان من المقرر في الأصل إطلاق موذر 3 على نينتندو 64 وملحق محرك الأقراص 64 دي دي الخاص به، ولكن تم إلغاؤها في عام 2000. بعد ثلاث سنوات، أعيد إطلاق المشروع لـ غيم بوي أدفانس مع إعادة إصدار الجزئين الأول والثاني في الخرطوشة المدمجة موذر 1+2. تخلت موذر 3 عن تقدم الرسومات ثلاثية الأبعاد لأسلوب ثنائي الأبعاد، وأصبحت من أكثر الكتب مبيعًا عند إصدارها. أعيد إصدار ايرث باوند للـ فرتشول كونسول بجهاز الوي يو في عام 2013، وحصلت السلسلة على أول ظهور باللغة الإنجليزية في عام 2015 للمنصة نفسها، والتي أعيدت تسميتها بدايات ايرث باوند.
تعتبر ايرث باوند على نطاق واسع لعبة فيديو كلاسيكية، وهي مدرجة في قوائم العشرة الأوائل. في غياب الدعم الرسمي المستمر للسلسلة، نظم أعضاء مجتمع معجبين السلسلة عبر الإنترنت للدعوة إلى المزيد من إصدارات السلسلة من خلال الالتماسات وفن المعجبين. تتضمن مشاريعهم ترجمة كاملة من المعجبين لفيلم موذر 3، فيلم وثائقي كامل، وتكملة من المعجبين لـ موذر 3. تلقى نيس، بطل ايرث باوند، عرضًا من إدراجه في جميع الأجزاء الخمسة لسلسلة سوبر سماش برذرز. ظهرت مواقع وشخصيات سلسلة موذر الأخرى في ألعاب القتال.

## التاريخ

### موذر

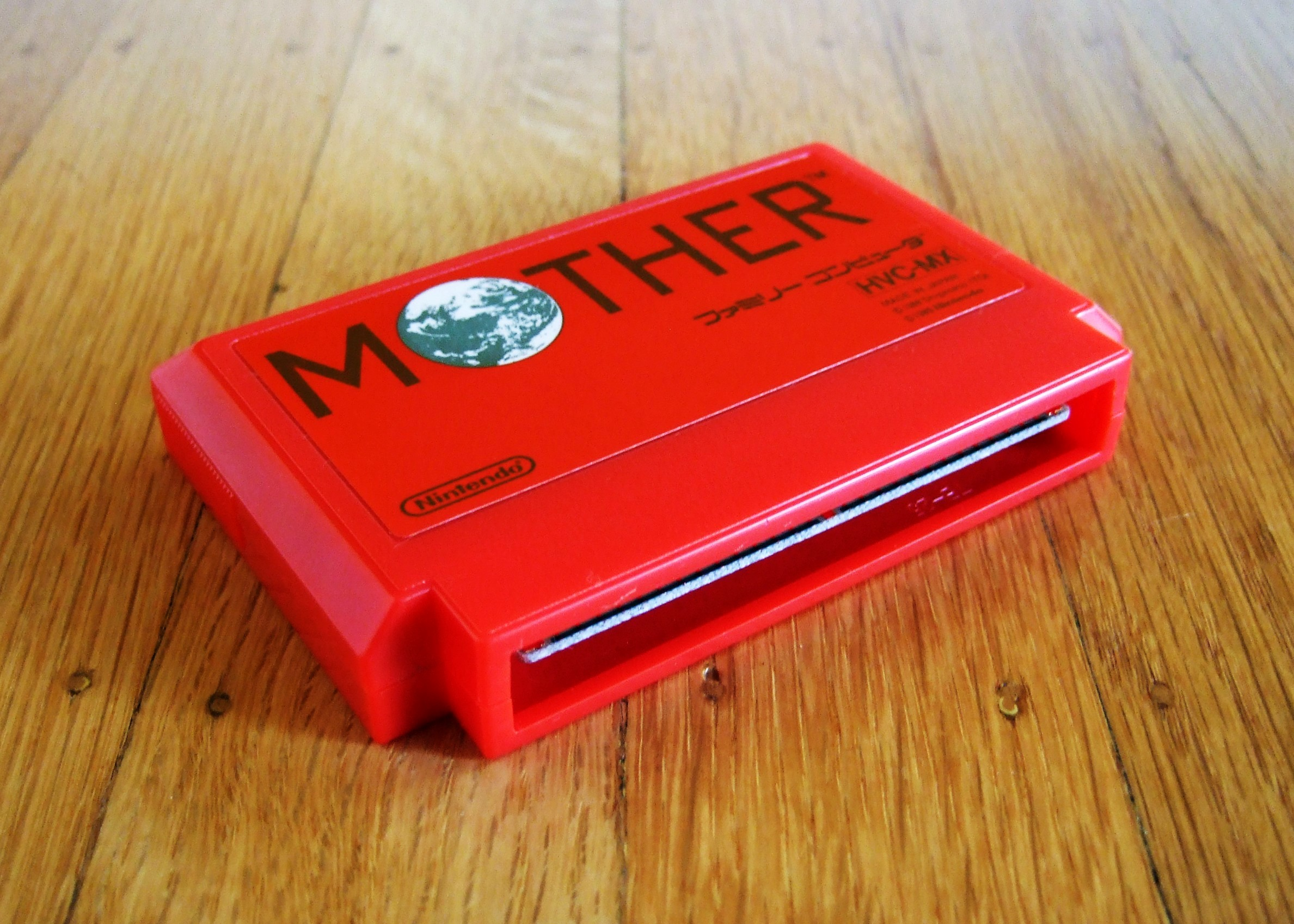
خرطوشة روم لجهاز الفاميكوم لأول لعبة في سلسلة موذر.

أثناء زيارة نينتندو لعمل آخر، قدم مؤلف الإعلانات الشهير شيجيساتو إيتوي إلى المصمم الرئيسي للشركة شيغيرو مياموتو، فكرته عن لعبة تقمص الأدوار في العصر الحديث. عمل الإعداد المعاصر ضد معايير نوع تقمص الأدوار، وبينما أحب مياموتو الفكرة، كان مترددًا حتى يتمكن إيتوي من إظهار التزامه الكامل بالمشروع. قام إيتوي بتخفيض عبء عمله، وشكل فريقًا، وبدأ التطوير في إيتشيكاوا، تشيبا. حاولت نينتندو التكيف مع بيئة العمل المثالية في إيتوي لتشعر وكأنها نادٍ غير منهجي من المتطوعين. كتب إيتوي سيناريو اللعبة. تم تطوير لعبة موذر بواسطة آيب، ونشرتها شركة نينتندو، وتم إصدارها في اليابان في 27 يوليو 1989 لجهاز فاملي كمبيوتر (المعروف باسم نينتندو إنترتينمنت سيستم خارج اليابان). تم تحديد اللعبة لتستخدم اللغة الإنجليزية باسم ايرث باوند، ولكن تم التخلي عنها عندما اختار الفريق استخدام هذا الاسم للعبة موذر 2 بدلاً من ذلك. بعد سنوات، تم استرداد الترجمة الكاملة من قبل الجمهور وتوزيعها على الإنترنت، حيث أصبحت تُعرف باسم ايرث باوند زيرو. تلقت لعبة موذر أول ظهور لها باللغة الإنجليزية في يونيو 2015 تحت اسم بدايات ايرث باوند للـ فرتشول كونسول الخاص بجهاز الـ وي يو.
الأم هي لعبة فيديو يقوم فيها اللاعب الفردي بتقمص الأدوار تدور أحداثها في أواخر القرن العشرين بالولايات المتحدة. على عكس معاصريها اليابانيين في تقمص الأدوار، لم يتم تعيين لعبة موذر في نوع خيالي. يقاتل اللاعب في المستودعات والمختبرات بدلاً من الأبراج المحصنة وما شابه، وتخوض المعارك بمضارب البيسبول والقدرات النفسية بدلاً من السيوف والسحر. تتبع الأم الشاب نينتن وهو يستخدم القوى النفسية لمحاربة الأعداء المعادين الذين كانوا في السابق جامدات وأعداء آخرين. تستخدم اللعبة لقاءات عشوائية للدخول إلى نظام معركة منظور القائم على القائمة، من منظور الشخص الأول.

### موذر 2 (ايرث باوند)
تم إنشاء موذر 2 مع فريق تطوير مختلف عن فريق تطوير اللعبة الأصلية، وكان معظم أعضائها غير متزوجين ومستعدين للعمل طوال الليل في المشروع. قام إيتوي مرة أخرى بكتابة نص اللعبة وعمل كمصمم. تجاوز تطوير اللعبة لمدة خمس سنوات تقديرات الوقت وتعرض لتهديد متكرر بالإلغاء. كان الأمر في حالة يرثى لها حتى انضم المنتج ساتورو إيواتا إلى الفريق. تم تطوير لعبة موذر 2 بواسطة آيب وهال لابوراتوري، ونشرته شركة نينتندو، وتم إصدارها على جهاز سوبر نينتندو في اليابان في 27 أغسطس 1994. تمت ترجمة اللعبة إلى اللغة الإنجليزية لجماهير أمريكا الشمالية  وبذلك أصبحت اللعبة الوحيدة في السلسلة التي تم إصدارها في أمريكا الشمالية حتى تم توطين لعبة موذر في وقت لاحق باعتبارها بدايات ايرث باوند. تم منح المترجمين الحريات لترجمة التلميحات الثقافية للنص الياباني إلى الجمهور الغربي كما يحلو لهم. كما تم تعديل الرمزية بين النسخ للتكيف مع الحساسيات الغربية. لتجنب الالتباس حول ترقيم المسلسل، تم تغيير عنوانه باللغة الإنجليزية إلى ايرث باوند، وتم إصداره في 5 يونيو 1995 في أمريكا الشمالية على سوبر نينتندو إنترتينمنت سيستم. على الرغم من أن نينتندو أنفقت حوالي 2 مليون دولار على التسويق، فقد تم اعتبار الإصدار الأمريكي في النهاية غير ناجح داخل نينتندو. تم إصدار ايرث باوند عندما لم تكن ألعاب تقمص الأدوار شائعة في الولايات المتحدة، وكان الذوق البصري في ألعاب لعب الأدوار أقرب إلى كرونو تريغر وفاينل فانتسي 6. كانت الحملة التسويقية غير النمطية لـ ايرث باوند «هذه اللعبة كريهة الرائحة» مستمدة من روح الدعابة غير العادية للعبة وتضمنت إعلانات للخدش والشم كريهة الرائحة. وصف موقع 1أب.كوم الحملة بأنها «سيئة التصور». بين المبيعات الضعيفة والدعم المتضائل لـ سوبر نينتندو، ولم تحصل اللعبة على إصدار أوروبي.
تم بناء عناوين سلسلة الأم على ما اعتبره إيتوي «وحشية متهورة»، حيث كان يقدم أفكارًا شجعت فريقه على المساهمة بطرق جديدة لتصوير المشاهد في وسط لعبة الفيديو. لقد رأى العناوين في المقام الأول على أنها ألعاب وليست «سيناريوهات كبيرة». قال إيتوي إنه يريد أن يشعر اللاعب بمشاعر مثل «الذهول» عند لعب اللعبة. كانت كتابة اللعبة عمدًا «ملتوية وأحمق» من حيث الشخصية، وكُتبت بخط كانا الياباني لإضفاء طابع محادثة على الحوار. فكر إيتوي في أسماء شخصية اللاعب الافتراضية عندما لم تعجبه اقتراحات فريقه. استند العديد من الشخصيات إلى شخصيات من الحياة الواقعية. سعى إيتوي لجعل اللعبة جذابة للسكان الذين لعبوا ألعابًا أقل، مثل الفتيات.
يعاود جيغاس  الظهور كشخص الخصم، ويواصل قصة الجزء الأول (وبالتالي لم يمت في نهاية الجزء الأول). بشكل افتراضي، يبدأ اللاعب كطفل صغير يُدعى نيس، الذي يجد أن القوة الغريبة جيغاس قد غطت العالم في الكراهية، وبالتالي حولت الحيوانات والبشر والأشياء إلى كائنات خبيثة. نحلة من المستقبل تطلب من نيس جمع الألحان في حجر الصوت لوقف القوة بشكل استباقي. أثناء زيارته لهذه الملاذات الثمانية، يلتقي نيس بثلاثة أطفال آخرين يُدعون بولا وجيف وبو - «فتاة نفسية ومخترعة غريبة الأطوار وفنانة عسكرية على شكل ذيل حصان» على التوالي  - الذين انضموا إلى حزبه. على طول الطريق، يلتقي نيس بعلماء القرية السعيدة وثرييد الموبوءة بالزومبي ومدرسة وينترز الداخلية ومملكة دلعم. عندما يمتلئ حجر الصوت، يزور نيس ماجيكانت بمفرده، وهو موقع سريالي في ذهنه حيث يحارب جانبه المظلم. عند عودته إلى إيجلاند، يستعد للسفر عبر الزمن لمحاربة شاب جيغاس، معركة معروفة بـ «شعورها بالعزلة، الهجمات غير المفهومة، السكون الصاخب». تلعب ايرث باوند كلعبة تقمص الأدوار اليابانية  على غرار دراغون كويست. تتميز اللعبة بإطارها الغربي الساخر والمعاصر وشخصياتها غير التقليدية وأعدائها وروح الدعابة. من الأمثلة على فكاهة اللعبة أعداء غير تقليديين مثل "New Age Retro Hippie" و "Unassuming Local Guy" والحوار الدنيء والتورية المتكررة وكسر الجدار الرابع. تلعب اللعبة أيضًا مقالب مدركة لذاتها على اللاعب، مثل وجود مسطرة عديمة الفائدة وعناصر منقلة يمكن للاعبين والأعداء محاولة استخدامها دون جدوى.

### موذر 3
في عام 1996، تم الإعلان عن موذر 3 (ايرث باوند 64 في أمريكا الشمالية). كان من المقرر إطلاقه على 64 دي دي، توسيع محرك الأقراص الطرفية لـ نينتندو 64. أدت الأفكار الموسعة لإيتوي أثناء التطوير إلى قيام فريق التطوير بالتساؤل عما إذا كان المشجعون لا يزالون يعتبرون جزء اللعبة من السلسلة. دخلت اللعبة جحيم التطوير وكافحت للعثور على تاريخ إصدار ثابت  وفي عام 2000، على الرغم من مستوى اكتمالها، تم إلغاؤها لاحقًا تمامًا مع الفشل التجاري لـ 64 دي دي.

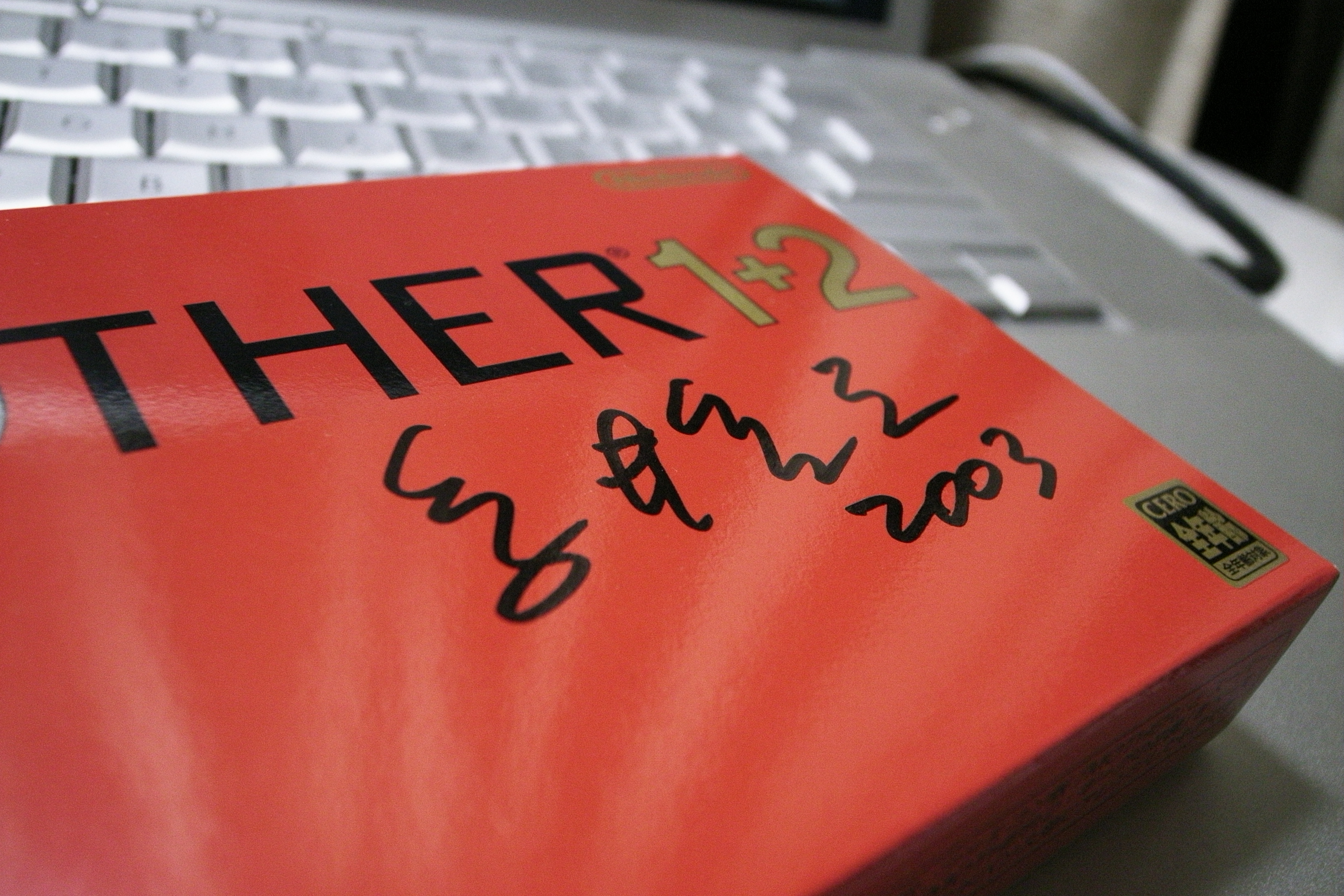
نسخة موقعة ومعبأة من لعبة موذر 1+2.

تم إعادة الإعلان عن المشروع بعد ثلاث سنوات باسم موذر 3 لـ غيم بوي أدفانس تزامنا مع إصدار موذر 1+2 لجهاز الألعاب المحمول نفسه. كان إيتوي يعمل على نقل الجزء الأول والثاني إلى غيم بوي أدفانس، وبناءً على التشجيع الذي توقعه ليكون ضغطًا إضافيًا، قرر الإفراج عن الجزء الثالث. تخلت موذر 3 الجديدة عن الرسومات ثلاثية الأبعاد لنسخة نينتندو 64، لكنها احتفظت بمخططها. تم تطوير اللعبة بواسطة براوني براون وهال لابوراتوري، ونشرتها شركة نينتندو، وتم إصدارها في اليابان في 20 أبريل 2006، وبذلك أصبحت من أكثر الألعاب مبيعًا. لم تتلق أي إصدار من أمريكا الشمالية على أساس أنها لن تبيع.
تم إصدار موذر 1+2 في اليابان في 20 يونيو 2003. تحتوي الخرطوشة المدمجة على الجزء الأول والثاني. تستخدم الأم النهاية الممتدة للنموذج الأولي للغة الإنجليزية الذي لم يتم إصداره، لكنه لا يزال يقدم باللغة اليابانية فقط.
على عكس الألعاب السابقة في السلسلة، يتم تقديم الجزء الثالث في فصول. عندما يشعل جيش قناع الخنازير حريقًا في الغابة ويفرض ظروفًا شبيهة بالشرطة على «قرية غابات رعوية»، يخرج الأب، فلينت، لحماية أسرته (الأبناء التوأم لوكاس وكلاوس وزوجته هيناوا)، ولكن في نهاية المطاف تورط بقية العالم في المؤامرة. لوكاس، بطل اللعبة، لم يبرز حتى الفصل الرابع. جنبا إلى جنب مع كلبه، وهو لص مبتدئ وأميرة، يحقق لوكاس نبوءة «شخص مختار» يسحب الإبر من الأرض لإيقاظ تنين نائم وتحديد مصير العالم. تتميز اللعبة بمؤامرة مرحة، مع شخصيات مثل «أشباح الحفلات» و «ثعابين الحبل المتكلمة». موذر 3 هي لعبة فيديو ذات لاعب واحد  يتم تقمص الأدوار فيها باستخدام زرين: أحدهما لبدء المحادثات والتحقق من الكائنات المجاورة والآخر للجري. تقوم اللعبة بتحديث نظام المعارك القائم على الأدوار دراغون كويست باستخدام «ميكانيكي حركة الإيقاع»، والذي يسمح للاعب بأخذ أدوار إضافية لمهاجمة العدو من خلال ربط ما يصل إلى ستة عشر نقرة في الوقت المناسب مع موسيقى الخلفية. بصرف النظر عن هذا، فإن نظام المعركة و «عداد HP المتدحرج» (حيث تنخفض درجة الصحة مثل عداد المسافات بحيث يمكن للاعبين تجاوز العداد للشفاء قبل الموت) يشبه نظام ايرث باوند.